# Milena Soukupová
Milena Soukupová (* 25. května 1951) je česká zpěvačka působící převážně v žánru country hudby.
Začínala jakožto profesionální jezdkyně na koních ve Velké Chuchli. Působila ve skupině Newyjou Jiřího Hoška, zpívala s Vítem Tučným a Country beatem Jiřího Brabce, vystupovala i v několika televizních pořadech. Po rozpuštění Country beatu Jiřího Brabce si založila vlastní doprovodnou skupinu Ponny Expres. Vystupuje i se skupinou Kučerovci.

## Diskografie
- 1993 Mám skvělej den
- 1995 Vem Tě čert
- 2000 Dárek Mileny k miléniu
- 2002 Kdyby nám vládli andělé

## Kompilace s jinými interprety
- Dvorana slávy
- Country kolotoč
- La Paloma (s Kučerovci)